# Sergey Emelin
Sergey Aleksandrovich Emelin (russisk:Сергей Александрович Емелин, født 16. juni 1995) er en russisk bryder, der konkurrerer i græsk-romersk stil.
Han repræsenterede ROC ved sommer-OL 2020 i Tokyo, hvor han tog bronze i 60 kg.